# Cocceupodes
Cocceupodes är ett släkte av spindeldjur som beskrevs av Thor 1934. Cocceupodes ingår i familjen Eupodidae.
Släktet innehåller bara arten Cocceupodes clavifrons. Cocceupodes är enda släktet i familjen Eupodidae.